# Gorca
Gorca je naselje v Občini Podlehnik.